# Hallucigenia
 Hallucigenia  ist eine ausgestorbene Tiergattung aus dem mittleren Kambrium. 

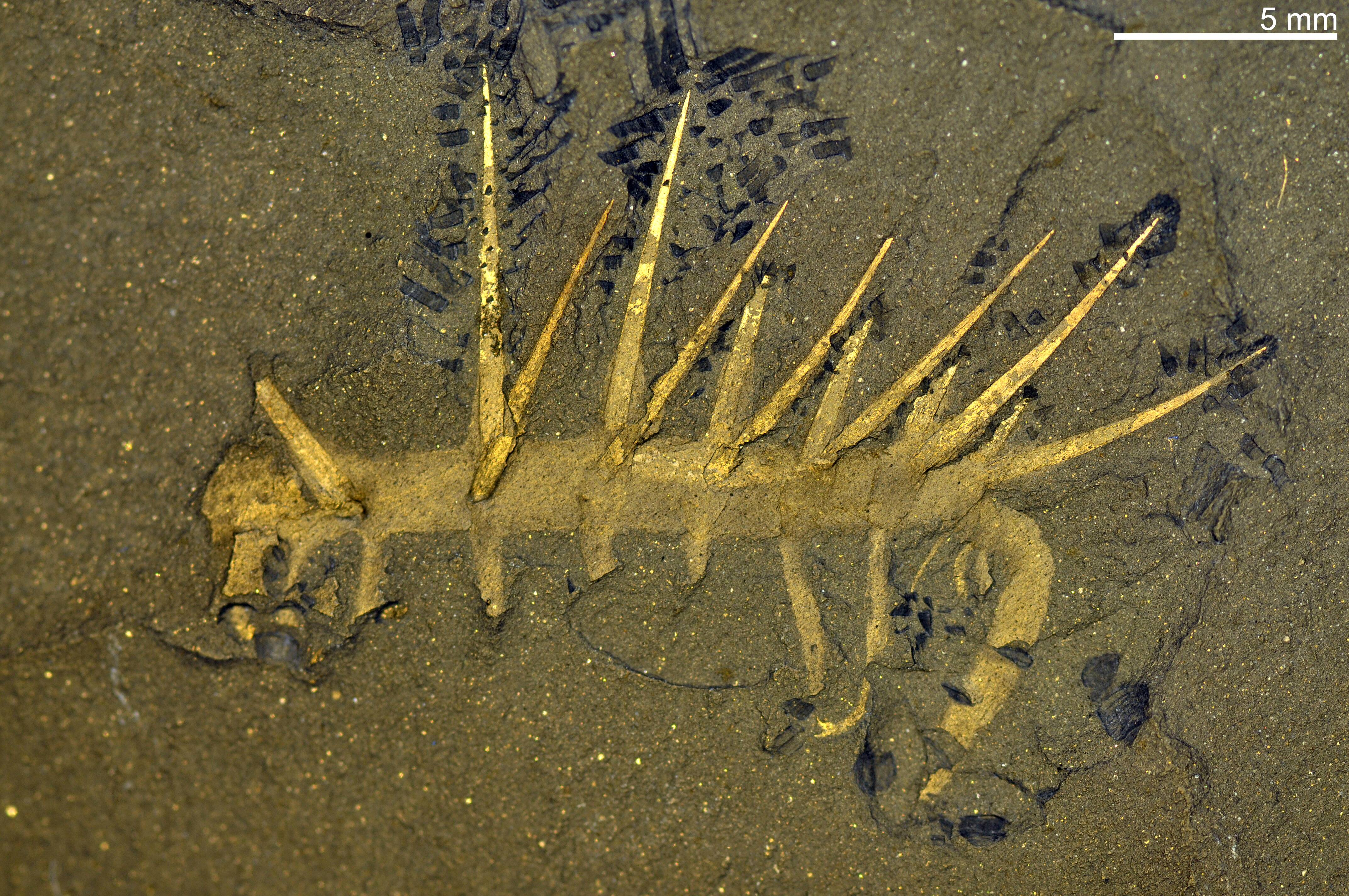
Fossil von Hallucigenia sparsa.

Es sind zwei Arten dieser Meerestiere aus Fossilfunden bekannt: H. sparsa wurde 1911 von Charles Doolittle Walcott im Schiefer der Burgess-Formation im kanadischen Yoho-Nationalpark gefunden. Die zweite Art, H. fortis wurde 1995 von Hou Xianguang und Jan Bergström im Maotianshan-Schiefer der chinesischen Provinz Yunnan, dem Fundort der sogenannten Chengjiang-Faunengemeinschaft entdeckt.

## Name und Klassifikation
Charles D. Walcott ordnete die von ihm gefundenen Exemplare zunächst fälschlich als Canadia sparsa zusammen mit mehreren anderen der zu den Ringelwürmern (Annelida) zählenden Vielborster (Polychaeta) und einem Priapulid unter der Gattungsbezeichnung Canadia als Polychaet ein. 
Der Gattungsname Hallucigenia wurde 1977 von Simon Conway Morris eingeführt, als dieser eine Reihe problematischer Fossilien aus Walcotts Sammlung neu untersuchte und klassifizierte. Er wählte den Namen in Anspielung auf das bizarre Äußere der Fossilien, das ihm wie aus einer Halluzination stammend erschien.

## Körperbau
Hallucigenia scheint vom Körperbau her dem Tierstamm der Stummelfüßer (Onychophoren) nahezustehen und wird zusammen mit einigen anderen problematischen Fossilien (beispielsweise Aysheaia, Xenusion, Luolishania) zur Gruppe der Lobopoden gerechnet. Das Tier war 0,5 bis 3 cm lang, hatte einen wurmähnlichen Körper und besaß nach heutigen Rekonstruktionen auf der Körperunterseite zwei Reihen tentakelartiger Extremitäten, während die Oberseite mit zwei Reihen stachelartiger Fortsätze bewehrt war.
Da bei den ca. 30 frühen Fossilfunden aus Kanada zunächst durchweg nur eine Tentakelreihe erkennbar war und sich die vermutliche Kopfregion schlecht erhalten hatte, kam es im Laufe der Zeit zu unterschiedlichen Rekonstruktionsversuchen, die heute als falsch angesehen werden. Conway Morris ging von nur einer Tentakelreihe aus und vertauschte bei seiner Darstellung von Hallucigenia die Ober- und Unterseite sowie Vorder- und Hinterteil. Hallucigenia hätte demnach die stachelartigen Fortsätze als Stützen oder Beine benutzt und mit den Tentakeln Nahrung aufgenommen. 
Die heute anerkannte Rekonstruktion stammt von Lars Ramsköld, dem es 1992 erstmals gelang, Spuren der zweiten Tentakelreihe zu entdecken und diese damit als Gliedmaßen zu identifizieren, die vermutlich der Fortbewegung dienten. An ihren Enden saßen Klauen, wie man sie auch bei heute lebenden Onychophoren und Bärtierchen (Tardigrada) findet.

## Zeitliche Einordnung
Mineralisierte Stacheln und Platten (Sclerite) einiger gepanzerter Lobopoden, die Ähnlichkeiten zu Hallucigenia aufweisen (Microdictyon, Cardiodictyon, Onychodictyon), sind als Teil der sogenannten „small shelly fossils“, einer Gruppe von kleinen, schalentragenden Mikrofossilien des frühen Kambriums (Beginn vor ca. 542 Millionen Jahren) erhalten geblieben. Fundorte wie der Burgess-Schiefer und der Maotianshan-Schiefer, in denen aufgrund günstiger Bedingungen auch die weichen Körperteile dieser Tiere konserviert wurden, sind sehr selten. Daher ist eine exakte Bestimmung des Zeitraums, in dem Hallucigenia gelebt hat, schwer möglich. Die chinesischen Funde fallen in eine Zeit vor ca. 522 Millionen Jahren, die kanadischen sind ca. 505 Millionen Jahre alt.